# 一锗化锰
一锗化锰是一种金属间化合物，化学式为MnGe。它可由锰和锗的粉末在高温、高压下反应制得。当在常压下加热至600 °C时，它会分解为Mn11Ge8和Ge。
DFT计算表明，六方相（P6/mmm）的MnGe是稳定的具有笼目晶格的铁磁体，其居里温度为115 K。